# Första söndagen efter trettondedagen
Första söndagen efter trettondedagen är den söndag som ifaller närmast efter Trettondedag jul (6 januari).
Den infaller den söndag som infaller 7-13 januari. 
Den liturgiska färgen är i Svenska kyrkan och Romersk-katolska kyrkan vit (för trettondedagens oktav) eller grön. I Svenska kyrkan är söndagens tema Jesu dop.

## Svenska kyrkan

### Texter
Söndagens tema enligt 2003 års evangeliebok är Jesu dop. De bibeltexter som används för att belysa dagens tema är:
| Första årgången                                                       | Andra årgången                                                                        | Tredje årgången                                                  | Psaltarpsalm       |
| Jesaja 42:1-7 Apostlagärningarna 18:24-19:6 Matteusevangeliet 3:13-17 | Andra Moseboken 1:22-2:10 Första Johannesbrevet 5:6-12 Lukasevangeliet 3:15-17, 21-22 | Jesaja 43:1-4 Apostlagärningarna 8:14-17 Markusevangeliet 1:9-11 | Psaltaren 89:20-29 |